# Weltkirche
Mit Weltkirche wird in der römisch-katholischen Kirche die weltweite Glaubensgemeinschaft aller Katholiken bezeichnet, deren Einheit durch den Bischof von Rom repräsentiert wird. Die Weltkirche, auch Gesamt- oder Universalkirche genannt, umfasst alle Ortskirchen.

## Lern-, Gebets- und Solidargemeinschaft
Die römisch-katholischen Bischöfe in Deutschland verstehen Weltkirche in ihrer Erklärung „Allen Völkern Sein Heil“ als Lern-, Gebets- und Solidargemeinschaft: In der Lerngemeinschaft stehen die Fragen nach den unterschiedlichen Lebenskontexten und den dadurch bedingten Herausforderungen für eine dem Evangelium in der heutigen Zeit entsprechenden Glaubenspraxis im Vordergrund. Die Gebetsgemeinschaft lebt vom gemeinsamen Gebet zu Gott und vom Gebet füreinander. In der Solidargemeinschaft stehen die Gläubigen praktisch füreinander ein, was sich insbesondere durch die Hilfe für die Armen zeigt.
Das Engagement für die als umfassende Gemeinschaft verstandene Weltkirche ist jedem Katholiken aufgetragen. Einige Organisationen und Einrichtungen widmen sich in besonderer Weise der weltkirchlichen Arbeit. Hierzu gehören sehr unterschiedliche Akteure wie „Eine-Welt-Gruppen“ in den Pfarrgemeinden oder den katholischen Verbänden, die Missionsorden, die Hilfswerke Adveniat, Caritas international, Misereor, Missio, Renovabis u. a., einzelne Einrichtungen wie etwa das „Institut für Weltkirche und Mission“ oder Gremien, wie die Kommission Weltkirche der Deutschen Bischofskonferenz oder die Deutsche Kommission Justitia et Pax.
In der Konferenz Weltkirche arbeiten diese Akteure zusammen. Der von ihr in jedem Sommer herausgegebene „Jahresbericht Weltkirche“ dokumentiert das vielfältige weltkirchliche Engagement der unterschiedlichen Akteure, die regelmäßig zur „Jahrestagung Weltkirche und Mission“ zusammenkommen. Das Internetportal Weltkirche informiert tagesaktuell über Nachrichten aus der Weltkirche und stellt Informationen zu weltkirchlichen Themen bereit.
Zur ekklesiologischen Diskussion um das Verhältnis zwischen den römisch-katholischen Ortskirchen und der Weltkirche siehe den Eintrag unter „Ortskirche“.